# Torres Gêmeas (Recife)
Edifícios de Píer Maurício de Nassau (na esquerda) e Pier Duarte Coelho (na direita) em julho de 2012
Os edifícios Píer Maurício de Nassau e Píer Duarte Coelho, popularmente conhecidos como Torres Gêmeas, são dois grandes edifícios residenciais de luxo localizados na cidade do Recife, mais especificamente no Bairro de São José. Os prédios possuem cerca de 131-134 metros de altura, com 41 andares, fazendo das Torres Gêmeas um dos maiores Edifícios recifenses.
Foram construídas inicialmente em 2005, sendo terminadas quatro anos depois, após serem alvos de uma ação do Ministério Público devido a altura dos prédios, que de acordo com a MPF, afetaria o entorno do bairro o qual possui inúmeras construções tombadas pelo Instituto do Patrimônio Histórico e Artístico Nacional. Apesar de tudo isso, os prédios conseguiram ser terminados.

## Eventos
Desde sua finalização em 2009, as Torres Gêmeas acabaram estando envolvidas em polêmicas. Em 2015, uma mala de dinheiro foi arremessada pela janela, após uma operação que visava Rômulo Maciel Filho, ex-presidente da Hemobrás, investigado por desvios na empresa. Um caso mais conhecido envolvendo as Torres Gêmeas foi em 2020, quando ficaram nacionalmente conhecidas por terem sido o local onde que Miguel Otávio Santana da Silva, de 5 anos, acabou caindo em uma das torres por negligência de sua patroa, Sari Corte-Real.